# サン・フェリペ基礎自治体 (カーボベルデ)
サン・フェリペ基礎自治体（ポルトガル語: Concelho de São Filipe）は、カーボベルデの基礎自治体のひとつ。

## 隣接行政区画
- モステイロス
- サンタ・カタリーナ・デ・フォゴ

## 教区
- São Lourenço
- Nossa Senhora da Conceição